# Grenville Berkeley
Pour les articles homonymes, voir Berkeley.
Grenville Charles Lennox Berkeley (alternativement Charles Lennox Grenville Berkeley) (30 mars 1806 - 25 septembre 1896), également connu sous le nom de C.L. Grenville Berkeley, est un homme politique du Parti libéral britannique. Il est secrétaire parlementaire de la Chambre de commerce de 1853 à 1856. 

## Jeunesse
Berkeley est né à Londres, en Angleterre, le plus jeune fils de l'amiral George Cranfield Berkeley, troisième fils d'Augustus Berkeley (4e comte de Berkeley). Sa mère est Emilia Charlotte Lennox, fille de George Lennox. George Berkeley est son frère aîné. Il devient lieutenant au 28e régiment d'infanterie en 1825, promu capitaine en 1826 mais est mis en demi-solde en 1827.

## Carrière politique
Berkeley se présente sans succès dans l'Ouest Gloucestershire aux Élections générales britanniques de 1847 et est élu député pour Cheltenham à une élection partielle en septembre 1848, après qu'une élection partielle en juin de cette année ait été annulée après une pétition électorale. Aux élections générales de 1852, Berkeley se retire en faveur de Craven Fitzhardinge Berkeley, vainqueur de l'élection partielle de juin 1852, mais se présente à Evesham, où il remporte le siège. Au début de 1853, il est nommé secrétaire parlementaire du Poor Law Board par Lord Aberdeen, poste qu'il occupe jusqu'en 1856, sous Lord Palmerston. 
Craven Berkeley est décédé en 1855 et Charles Berkeley démissionne de son siège à Evesham le 6 juillet 1855 pour se présenter à Cheltenham. Il remporte l'élection partielle de Cheltenham en juillet 1855 mais occupe le siège pendant moins d'un an, jusqu'à sa démission le 2 mai 1856 (encore une fois en prenant les Chiltern Hundreds) pour devenir commissaire des douanes, une fonction qu'il conserve jusqu'en novembre 1886. 

## Famille
Berkeley épouse Augusta Elizabeth Leigh, fille de James Henry Leigh et sœur de Chandos Leigh (1er baron Leigh), en 1827. Ils ont deux filles. Berkeley est décédé en septembre 1896, à l'âge de 90 ans. 